# Una-Comandatuba Airport
Una-Comandatuba Airport (portugisiska: Aeroporto de Una-Comandatuba) är en flygplats i Brasilien.   Den ligger i kommunen Una och delstaten Bahia, i den östra delen av landet, 1 000 km öster om huvudstaden Brasília. Una-Comandatuba Airport ligger 3 meter över havet.
Terrängen runt Una-Comandatuba Airport är platt. Havet är nära Una-Comandatuba Airport österut. Närmaste större samhälle är Una, 10,9 km nordväst om Una-Comandatuba Airport.
Trakten runt Una-Comandatuba Airport består huvudsakligen av våtmarker.